# 馬克白 (虛構角色)
馬克白（Macbeth）是格拉姆斯領主，後來改名為考特領主，是威廉·莎士比亞戲劇《馬克白》（約1603-1607年）的主角。該角色的原型大致為蘇格蘭歷史上的國王馬克白，主要源自英國史書《霍林斯赫德編年史》（1577年）。

## 背景
馬克白是一位蘇格蘭貴族，最初是一位英勇的將軍，但在接到超自然預言並受到妻子馬克白夫人的慫恿後，他弒君篡位，篡奪了蘇格蘭王位。此後，他活在焦慮和恐懼之中，無法安寧，也無法信任他的貴族們。他一直實行恐怖統治，直到被昔日盟友麥克德夫（Macduff）擊敗。王位隨後被歸還給合法繼承人，即遇害的鄧肯國王之子馬爾康（Malcolm）。

## 來源
莎士比亞版本的《馬克白》以蘇格蘭國王馬克白為原型，該劇取材自霍林斯赫德編年史（1587年）中達夫國王和鄧肯國王的敘述。